# Blín černý

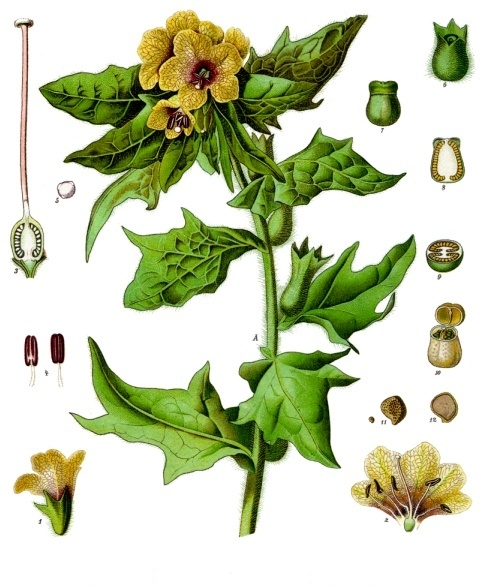
Zobrazení blínu černého

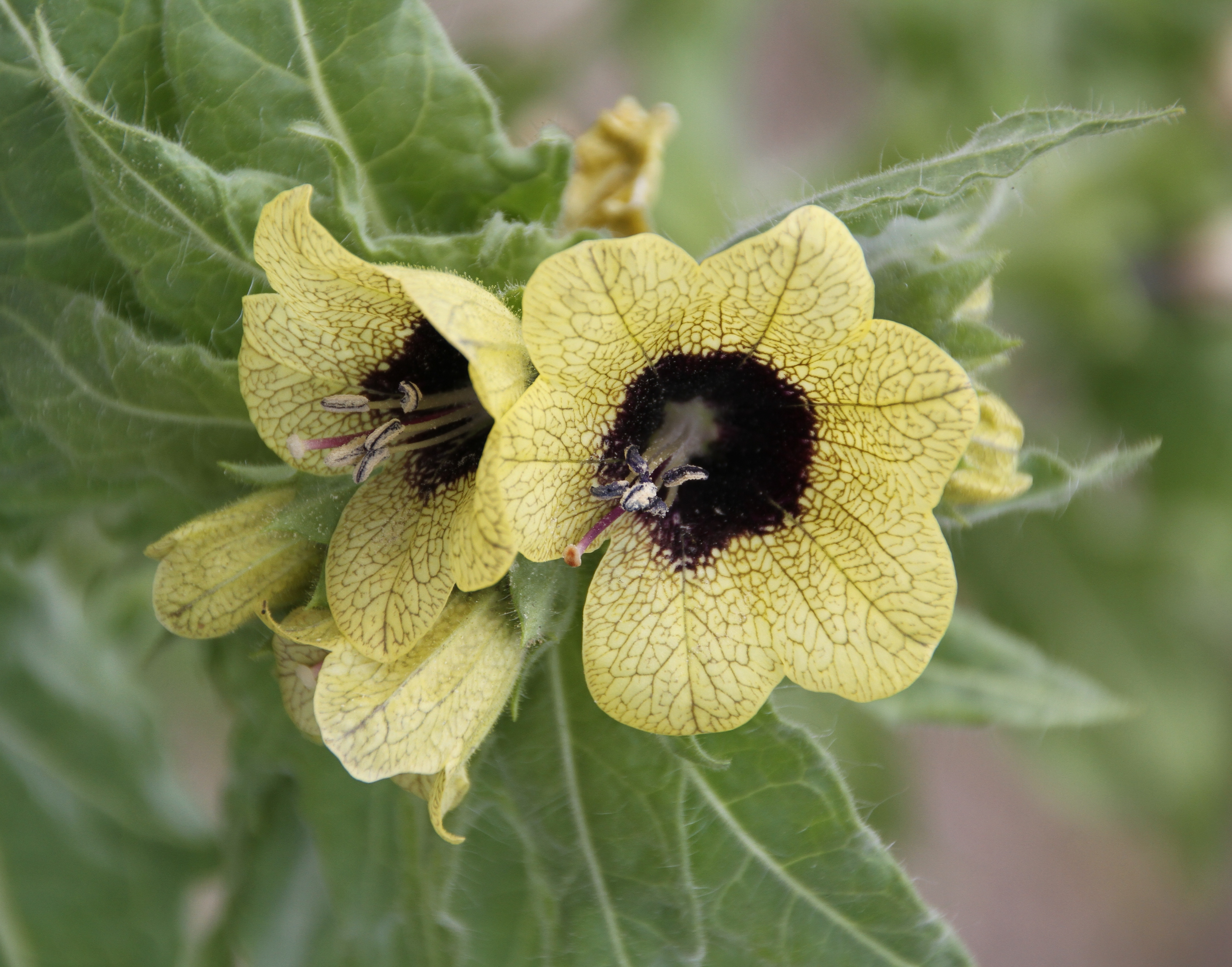
Květy

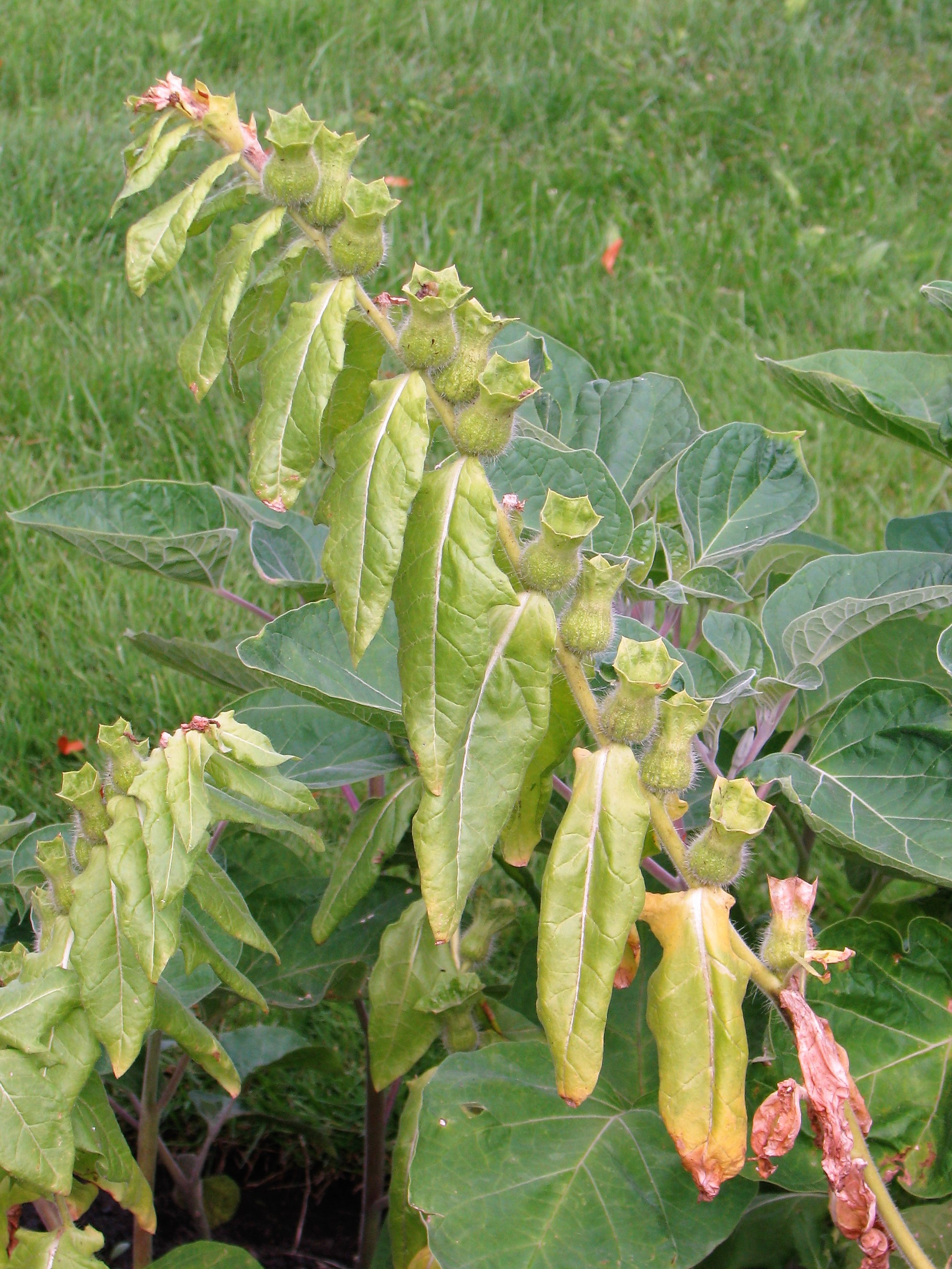
Zrající plody

Blín černý (Hyoscyamus niger) je jednoletá až dvouletá jedovatá rostlina z čeledi lilkovitých.

## Vzhled
Jde o 20–90 cm vysokou, žláznatou a huňatou bylinu, která odpudivě páchne. Lodyha je přímá, lepkavě chlupatá, téměř oblá a hustě olistěná. Listy v přízemní růžici jsou řapíkaté, lodyžní jsou střídavé poloobjímavé a zubaté.
Kvete od června do října. Květy vyrůstají v úžlabí listenů, uspořádány jsou ve vijanech. Jsou pětičetné a téměř přisedlé. Kalich je válcovitě zvonkovitý, zvenčí žláznatě chlupatý a síťnatě žilkovaný. Koruna je nálevkovitá (až 35 mm dlouhá), kalně nažloutlá, fialově síťnatá s ústím načervenale fialovým. Prašníky jsou fialové.
Plodem je víčkatá tobolka s drobnými černohnědými, silně jedovatými semeny.

## Výskyt
Roste na rumištích, v příkopech a kolem cest nebo jako plevel na polích a zahradách, zejména pak v teplejších oblastech. Upřednostňuje sušší písčité až hlinité výživné půdy a slunná stanoviště.

## Rozšíření
Původní oblast výskytu je západní a střední Asie až po Mongolsko. Vyskytuje se též v mírném pásu Evropy po severní Anglii, jižní Skandinávii a jižní Finsko. Do Evropy byl zavlečen již ve starověku a v raném středověku. Později se díky člověku rozšířil jako invazní druh i do východní Asie, Severní Ameriky a Austrálie.

## Otravy
Otravy jsou sice vzácné, ale velice nebezpečné, dochází k nim při záměně kořene za kořen některé kořenové zeleniny nebo semen za semena máku. Příznaky otravy jsou podobné jako u rulíku zlomocného (hlavní jedy obou rostlin jsou stejné).
V případě příznaků je nutno okamžitě povolat lékaře. První pomocí je vyvolání zvracení a podávání živočišného uhlí.

## Užití
Blín černý se užívá jako léčivá rostlina už odedávna a ještě ve 20. století byl předepisován astmatikům ve formě cigaret. Ve středověku byl užíván jako anestetikum, olej ze semen jako lék na revmatismus, proti zápalu plic, kašli, nechutenství, bolesti zubů či hadímu uštknutí. V současnosti se v lékařství, stejně jako jiné druhy rodu Hyoscamus, využívá jako zdroj tropanových alkaloidů.
Byl také využíván jako přísada do medoviny a piva. V průběhu 11. – 16. století byl ale nahrazen chmelem. Dále byl využíván jako jed.

## Lidová kultura
Ve staré Persii byl blín nazván bangha, což je jméno, které se později přeneslo na konopí (a jiné psychoaktivní byliny). Měl vedle dodnes jistě neidentifikované byliny haoma náboženský význam jako rituální droga. V mnoha perských pramenech jsou popsány cesty na "druhou stranu" a vize vyvolané různou přípravou blínu.,
Blín černý patřil mezi posvátné rostliny pohanských Germánů, kteří ho pěstovali na zvláštních „svatých políčcích“. Byl používán při věštění, ovlivňování počasí a léčení. Podle germánského zvyku musel být kořen blínu vyhrabán nahou dívkou. Peršané přidávali blín do vína, Germáni zejména do piva a medoviny.
Ve středověku začal být blín spojován s čarodějnictvím, používání blínu stačilo jako důkaz, že obviněná osoba je čarodějnice. Byl používán v milostné magii a také jako součást „čarodějnických mastí“.

## Obsahové látky
Všechny části rostliny obsahují jedovaté alkaloidy a glykosidy. Obzvláště vysoké koncentrace se vyskytují v mohutném kořeni a semenech.

### Karboxylové kyseliny
- kyselina stearová
- kyselina olejová
- kyselina palmitová
- kyselina linolová

### Aromatické kyseliny
- kyselina tropová

### Aromatické laktony
- kumarin
- eskuletin
- skopoletin

### Alkaloidy
- L-hyoscyamin
- atropin
- skopolamin
- aposkopolamin
- norskopolamin
- apoatropin
- kuskohygrin
- littorin

### Glykosidy
- hyoscypikrin

### Steroidy
- β-sitosterol
- daucosterol